# Тот, Кристина
Кристи́на Тот (венг. Krisztina Tóth; 29 мая 1974, Мишкольц, Венгрия) — венгерская спортсменка, игрок в настольный теннис. Бронзовая призёрка чемпионата мира 1995 года по настольному теннису в парном разряде, двукратная бронзовая медалистка кубка мира в командном турнире. семикратная чемпионка Европы. Участница 4-х летних Олимпийских игр (1996—2008).

## Биография
Заниматься настольным теннисом Кристина Тот начала с 8 лет в городе Гёдёллё. Первым тренером юной спортсменки стал её дядя, который являлся профессиональным игроком в настольный теннис. На юниорском уровне Кристина показывала очень высокие результаты. Она дважды становилась чемпионкой Европы среди юниоров и ещё дважды становилась серебряной медалисткой.
В 1994 году Тот дебютировала на чемпионате мира среди взрослых. В одиночном разряде венгерская спортсменка вылетела уже в первом раунде, а в парном разряде, вместе с Вивьен Элло, сумела дойти до четвертьфинала. В 1994 году Тот впервые стала чемпионкой Европы. Это случилось на первенстве в Бирмингеме в парном разряде. В дальнейшем на континентальных первенствах Тот постоянно оказывалась в призёрах. На протяжении девяти европейских чемпионатов Кристина неизменно завоёвывала, как минимум одну медаль в какой-либо из дисциплин чемпионата. Всего на счету венгерской спортсменки 7 золотых, 8 серебряных и 6 бронзовых медалей. В 1995 году Тот завоевала свою пока единственную медаль мировых первенств. Кристина Тот, в паре с Чиллой Баторфи, уступила в полуфинале и стала бронзовой призёркой. В дальнейшем Тот ещё четыре раза доходила до четвертьфинала в парном разряде, но дальше пройти не удавалось. Также Тот дважды становилась бронзовой призёркой командного кубка мира в составе сборной Венгрии. C 1996 по 2011 год Тот неизменно являлась участницей Евро-Топ12, но ни разу выиграть этот турнир у венгерской спортсменки не получилось.
Кристина Тот четыре раза принимала участие в летних Олимпийских играх. Дебют на Олимпиадах состоялся у венгерской спортсменки в 1996 году на играх в Атланте. В одиночном разряде Кристина заняла 3-е место в группе на предварительном этапе и не смогла выйти в следующий раунд. В парном разряде Тот вместе с Чиллой Баторфи, несмотря на две победы в трёх матчах в группе, остались за бортом плей-офф.
В 2000 году на летних Олимпийских играх в Сиднее в парном разряде Тот и Баторфи смогли дойти до полуфинала, но уступив последовательно парам из Китая и Южной Кореи венгерки остались четвёртыми. В одиночном разряде Кристина вылетела на стадии 1/8 финала.
На летних Олимпийских играх 2004 года в Афинах в одиночном разряде Кристина вновь смогла преодолеть лишь один раунд. В парном разряде Тот и Баторфи уступили уже в первом матче паре из Хорватии.
В 2008 году на летних Олимпийских играх в Пекине Тот впервые приняла участие только в одиночном разряде. Венгерская спортсменка смогла выйти в третий раунд соревнований, но уступила там американке Чэнь Ван.

## Достижения

### Игровые
Одиночный разряд
- Серебряный призёр чемпионата Европы: 1996, 2002;
- Бронзовый призёр чемпионата Европы: 1998, 2008;
- Победитель 2 турниров Про-Тура ITTF;
- Чемпионка Европы среди юниоров: 1991;
- Многократная чемпионка Венгрии.

Парный разряд
- Бронзовый призёр чемпионата мира: 1995
- Чемпионка Европы: 1994, 2000 (в паре с Чиллой Баторфи), 2008 (в паре с Георгиной Пота);
- Серебряный призёр чемпионата Европы: 2003, 2005 (в паре с Чиллой Баторфи), 2007 (в паре с Георгиной Пота);
- Бронзовый призёр чемпионата Европы: 2010, 2011 (в паре с Георгиной Пота);
- Победитель 6 турниров Про-Тура ITTF;
- Чемпионка Европы среди кадетов: 1988;
- Чемпионка Европы среди юниоров: 1990;

Микст
- Чемпионка Европы: 1996 (в паре с Владимиром Самсоновым), 2003 (в паре с Вернером Шлагером);
- Бронзовый призёр чемпионата Европы: 2005, 2007 (в паре с Алексеем Смирновым;

Командный турнир
- Бронзовый призёр кубка мира: 1995, 2007 (в составе сборной Венгрии);
- Чемпионка Европы: 2000, 2007 (в составе сборной Венгрии);
- Серебряный призёр чемпионата Европы: 1996, 1998, 2008 (в составе сборной Венгрии);

## Личная жизнь
- Хобби — интернет, велопрогулки, театр, кулинария.
- Владеет венгерским, английским и немецкими языками. Также немного говорит на русском языке.
- Закончила Будапештский университет медицины и спорта им. Игнаца Земмельвайса
- Кристина Тот активно развивает детский настольный теннис в Венгрии. Она помогает в содержании специализированной детской школы, а также очень часто лично участвует в тренировочном процессе.[1]